# Chrysotus glebi
Chrysotus glebi är en tvåvingeart som beskrevs av Negrobov och Maslova 1995. Chrysotus glebi ingår i släktet Chrysotus och familjen styltflugor. Inga underarter finns listade i Catalogue of Life.